# Acrotriche leucocarpa
Acrotriche leucocarpa är en ljungväxtart som beskrevs av P.C. Jobson och T. Whiffin. Acrotriche leucocarpa ingår i släktet Acrotriche och familjen ljungväxter. Inga underarter finns listade i Catalogue of Life.